# Rising Sun (Indiana)
Rising Sun és una població dels Estats Units a l'estat d'Indiana. Segons el cens del 2000 tenia 2.470 habitants.

## Demografia
Segons el cens del 2000, Rising Sun tenia 2.470 habitants, 1.034 habitatges, i 645 famílies. La densitat de població era de 644,4 habitants/km².
Dels 1.034 habitatges en un 29% hi vivien nens de menys de 18 anys, en un 48% hi vivien parelles casades, en un 10,8% dones solteres, i en un 37,6% no eren unitats familiars. En el 32,2% dels habitatges hi vivien persones soles el 15,5% de les quals corresponia a persones de 65 anys o més que vivien soles. El nombre mitjà de persones vivint en cada habitatge era de 2,34 i el nombre mitjà de persones que vivien en cada família era de 3.
Per edats la població es repartia de la següent manera: un 24% tenia menys de 18 anys, un 9,4% entre 18 i 24, un 27,4% entre 25 i 44, un 21,1% de 45 a 60 i un 18,1% 65 anys o més.
L'edat mediana era de 38 anys. Per cada 100 dones de 18 o més anys hi havia 86,1 homes.
La renda mediana per habitatge era de 33.750$ i la renda mediana per família de 46.731$. Els homes tenien una renda mediana de 35.213$ mentre que les dones 23.438$. La renda per capita de la població era de 17.221$. Entorn del 7% de les famílies i el 10,3% de la població estaven per davall del llindar de pobresa.

## Poblacions més properes
El següent diagrama mostra les poblacions més properes.